# Susana Solís Pérez
Susana Solís Pérez (Avilés, 21 de desembre de 1971) és una enginyera i política espanyola. Exmilitant de Ciutadans, va passar-se a les files del Partit Popular, diputada a l'Assemblea de Madrid entre 2015 i 2019 i diputada al Parlament Europeu des de 2019. Va ser elegida eurodiputada a les eleccions de 2024 en les llistes del Partit Popular.

## Biografia

### Formació acadèmica
Solís és llicenciada en enginyeria industrial per la Universitat d'Oviedo i en enginyeria de màquines per la Fachhochschule de Osnabrück. Té un Executive MBA a l'Institut d'Empresa de Madrid i un Màster en Gestió i Direcció de Màrqueting també en l'Institut d'Empresa. A més, el 2019, va obtenir el títol del Programa de Lideratge en Gestió Pública atorgat per l'IESE Business School de la Universitat de Navarra.

### Carrera professional com a enginyera
Abans de dedicar-se a la política, va treballar més de 19 anys en diferents multinacionals entre Alemanya i Espanya. Va començar el 1995 treballant com a enginyera en el Centre de Recerca de Daimler Benz a Ulm (Alemanya) i posteriorment a la companyia alemanya Robert Bosch GmbH, on va exercir diferents càrrecs a Waiblingen (Alemanya), Treto (Espanya), Madrid i Stuttgart (Alemanya) des de 1996 a 2005. Va continuar la seva carrera professional al Grup Rexel i Essilor España, companyies franceses on va ocupar càrrecs directius i des de 2011 fins a la seva elecció com a diputada en 2015, a la multinacional estatunidenca Johnson & Johnson.

### Trajectòria política
Susana Solís va ser membre de Ciutadans des de 2015. Va ser diputada per Ciutadans a l'Assemblea de Madrid durant la X legislatura i diputada al Parlament Europeu durant la IX legislatura. Va ser membre de l'Executiva Nacional de Ciutadans des de 2017 fins a 2019.

#### Diputada en l'Assemblea de Madrid
En les eleccions autonòmiques de la Comunitat de Madrid el maig de 2015, va ser elegida diputada per Ciutadans a l'Assemblea de Madrid per a la X legislatura en obtenir la candidatura de la formació taronja 17 escons. En aquesta legislatura, va exercir de portaveu de la Comissió de Pressupostos, Economia, Hisenda i Ocupació i com a portaveu en la Comissió d'Estudi de l'Endeutament i la Gestió Pública de la Comunitat de Madrid. Va ser també secretària de la Comissió d'Educació i Recerca i membre suplent de la Diputació Permanent.

#### Diputada al Parlament Europeu
En les eleccions europees celebrades el 26 de maig de 2019 va ocupar el número 7 de la candidatura de Ciutadans al Parlament Europeu, i va ser elegida com a eurodiputada de la IX legislatura en obtenir Cs un resultat de 7 escons.
Com a diputada de la delegació de Cs, va formar part del grup Renovar Europa, de tendència liberal. Solís va ser membre de la Comissió de Desenvolupament Regional, així com suplent de la Comissió de Medi Ambient, Salut Pública i Seguretat Alimentària, la Comissió d'Indústria, Recerca i Energia i la de Drets de les Dones i Igualtat de Gènere. També va formar part de la Delegació per a les Relacions amb els Estats Units. Des de febrer de 2020, va ser vicepresidenta de la Delegació per a les Relacions amb la Península de Corea.